# Frank Kirchhoff (Fußballspieler)
Frank Kirchhoff (* 13. Oktober 1965 in Krefeld) ist ein ehemaliger deutscher Fußballspieler.
Seine Profikarriere begann er bei Bayer 05 Uerdingen, für die er in 68 Spielen fünf Tore in der Bundesliga erzielen konnte. Hiernach wechselte er zum 1. FC Saarbrücken, für die er 29 Spiele in der 2. Bundesliga bestritt (1 Tor).
Sein größter sportlicher Erfolg war der dritte Platz in der Bundesliga mit Bayer 05 Uerdingen in der Saison 1985/86. 1987 nahm Kirchhoff mit der Bundeswehr-Nationalmannschaft an der Militär-Weltmeisterschaft in Italien teil und belegte den zweiten Rang.

## Persönliches
Kirchhoff lebt mit seiner Familie in Krefeld. Er hat eine Tochter und einen Sohn, Alina und Leon. Seit 2020 betreiben sie gemeinsam die Projekt K - Immperio GmbH und bieten Kryo-Saunagänge an.